# Saint-André-de-Bâgé
Saint-André-de-Bâgé là một xã ở tỉnh Ain, vùng Auvergne-Rhône-Alpes thuộc miền đông nước Pháp.